# Saison 2014 de l'équipe cycliste Astana

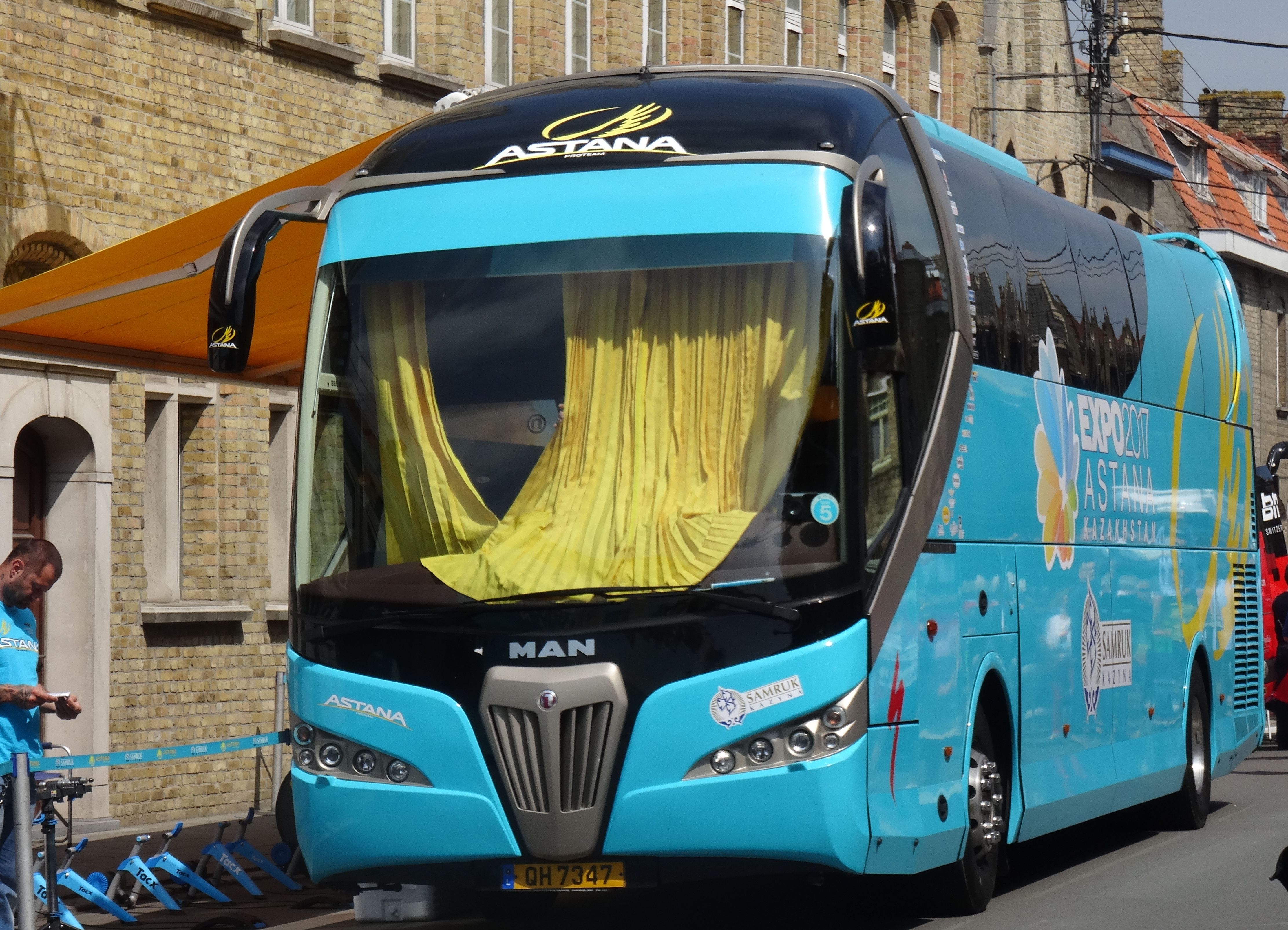
Le bus d'Astana lors de la 3e étape du Tour de Belgique 2014.

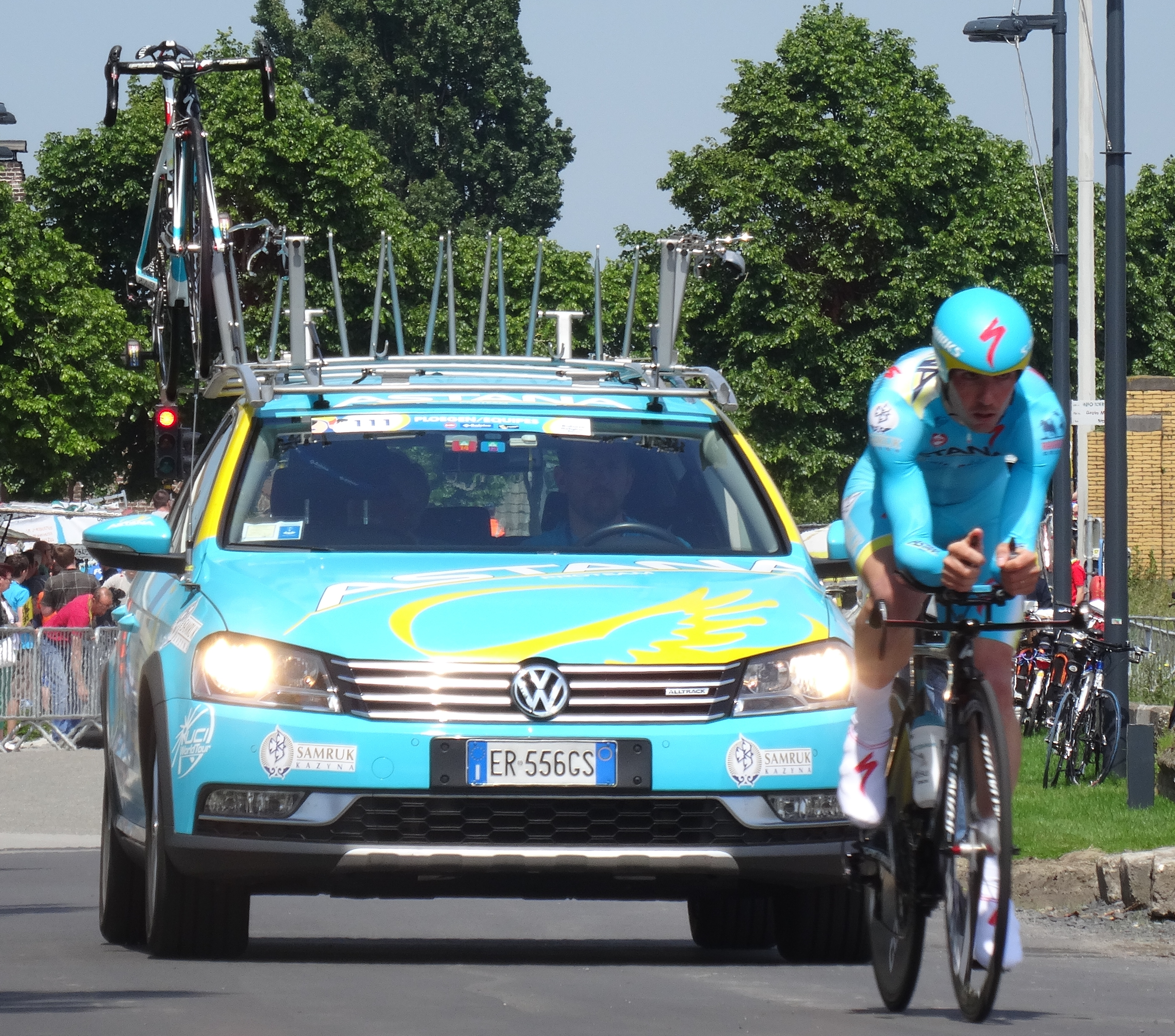
Un des coureurs lors du contre-la-montre de la 3e étape du Tour de Belgique 2014 à Dixmude.

La saison 2014 de l'équipe cycliste Astana est la huitième de cette équipe.

## Préparation de la saison 2014

### Sponsors et financement de l'équipe
Pour la saison 2014, de nouveaux sponsors sont venus se joindre à l'effort du groupe Samrouk-Kazyna. Il s'agit d'Air Astana, d'Astana Motors et de l'Exposition internationale de 2017 qui se tiendra dans la capitale kazakhe. Le budget de l'équipe pour l'année 2014 est de 15 millions d'euros.

### Arrivées et départs
| Arrivées           | Équipe 2013        |
| ------------------ | ------------------ |
| Daniil Fominykh    | Astana Continental |
| Valentin Iglinskiy | AG2R La Mondiale   |
| Mikel Landa        | Euskaltel Euskadi  |
| Michele Scarponi   | Lampre-Merida      |
| Lieuwe Westra      | Vacansoleil-DCM    |

| Départs            | Équipe 2014         |
| ------------------ | ------------------- |
| Assan Bazayev      | Retraite            |
| Andrey Kashechkin  | Retraite            |
| Simone Ponzi       | Yellow Fluo         |
| Kevin Seeldraeyers | Wanty-Groupe Gobert |
| Egor Silin         | Katusha             |

## Coureurs et encadrement technique

### Effectif

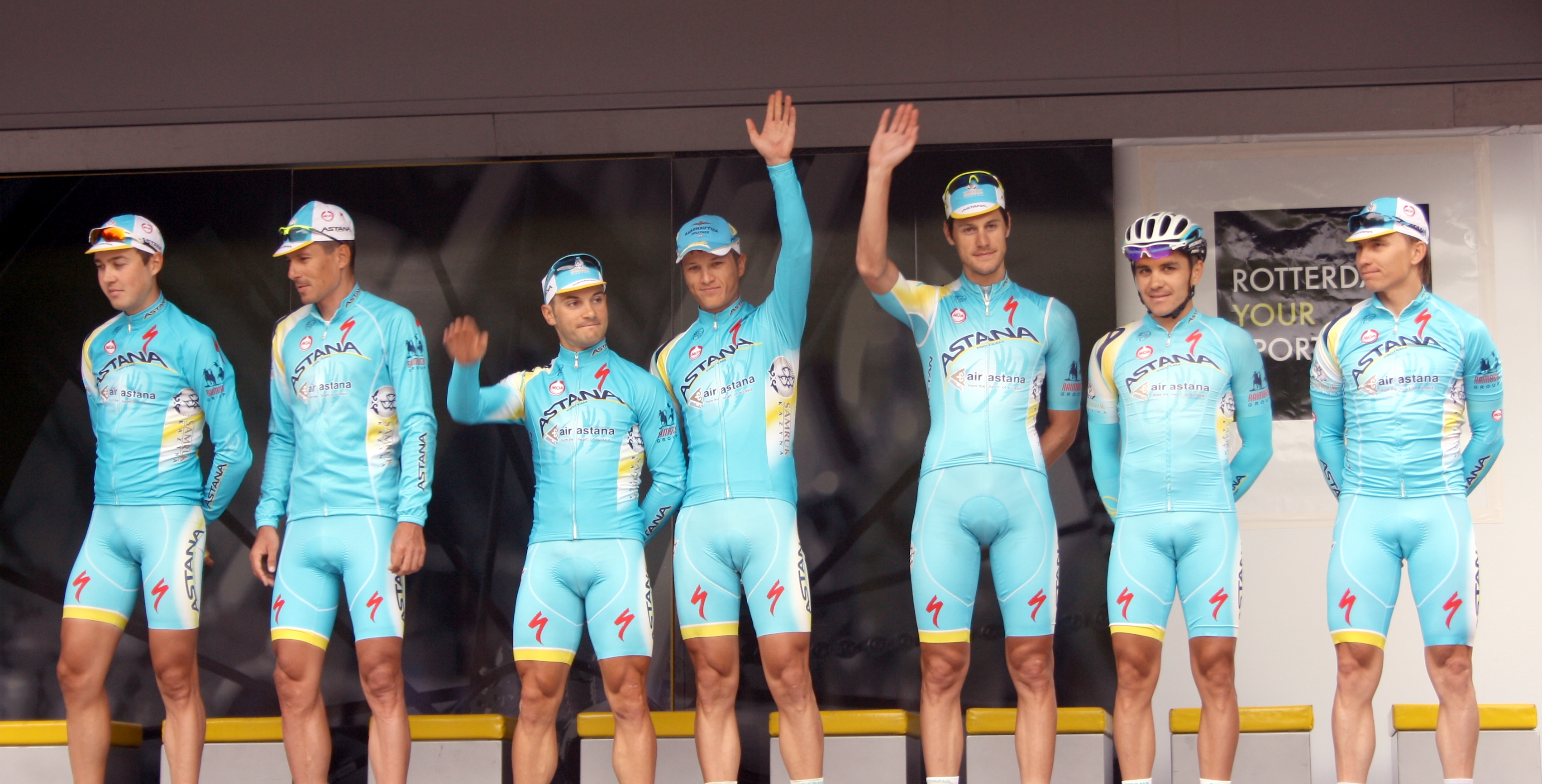
L'équipe lors de la World Ports Classic 2014.

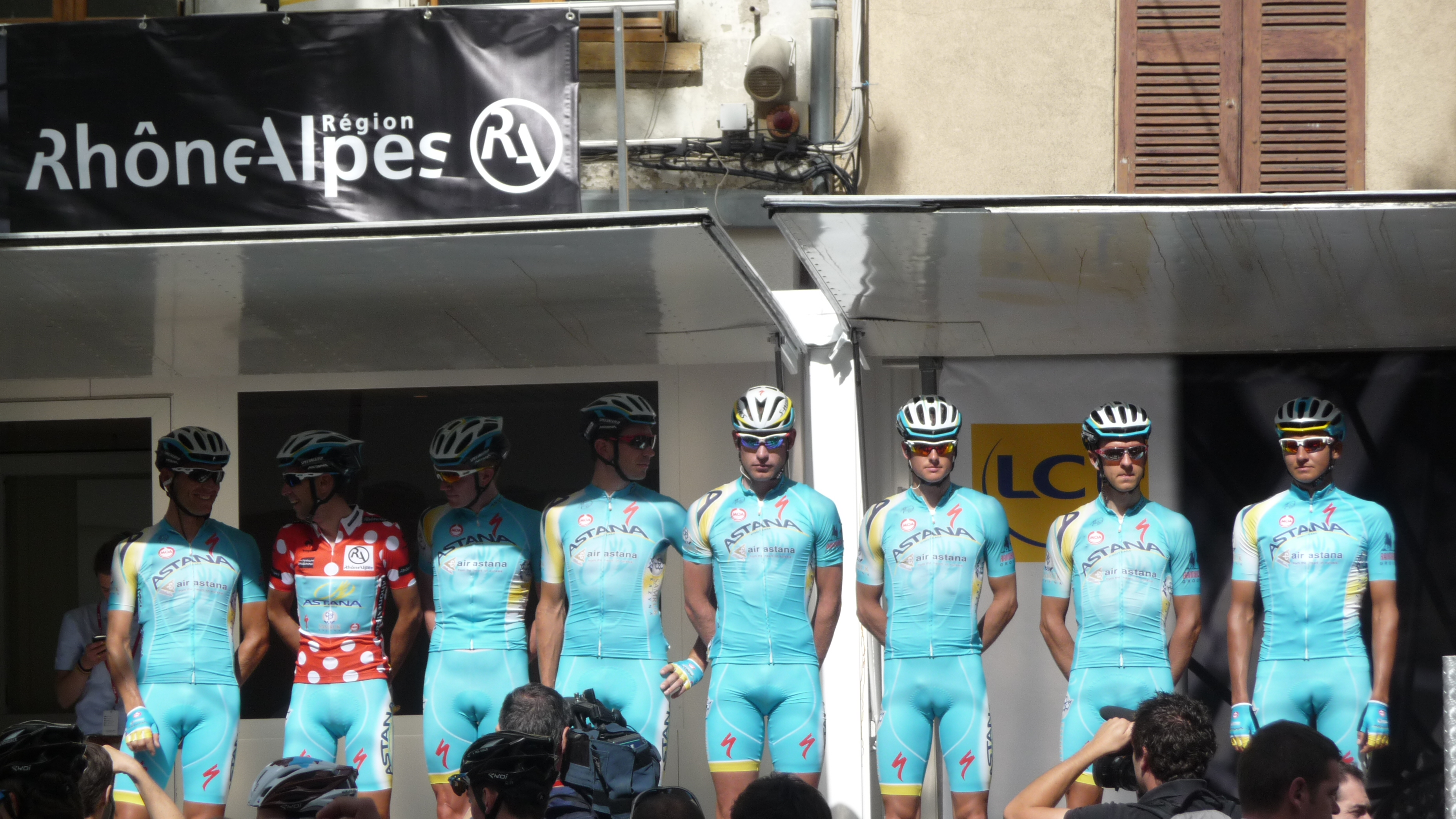
L'équipe lors du Critérium du Dauphiné 2014.

| Cycliste             | Date de naissance | Nationalité | Équipe 2013        |
| -------------------- | ----------------- | ----------- | ------------------ |
| Valerio Agnoli       | 6 janvier 1985    | Italie      | Astana             |
| Fabio Aru            | 3 juillet 1990    | Italie      | Astana             |
| Borut Božič          | 8 août 1980       | Slovénie    | Astana             |
| Janez Brajkovič      | 18 décembre 1983  | Slovénie    | Astana             |
| Aleksandr Dyachenko  | 17 octobre 1983   | Kazakhstan  | Astana             |
| Daniil Fominykh      | 28 août 1991      | Kazakhstan  | Astana Continental |
| Jakob Fuglsang       | 22 mars 1985      | Danemark    | Astana             |
| Enrico Gasparotto    | 22 mars 1982      | Italie      | Astana             |
| Francesco Gavazzi    | 1er août 1984     | Italie      | Astana             |
| Andriy Grivko        | 7 août 1983       | Ukraine     | Astana             |
| Dmitriy Gruzdev      | 13 mars 1986      | Kazakhstan  | Astana             |
| Andrea Guardini      | 12 juin 1989      | Italie      | Astana             |
| Jacopo Guarnieri     | 14 août 1987      | Italie      | Astana             |
| Evan Huffman         | 7 janvier 1990    | États-Unis  | Astana             |
| Maxim Iglinskiy      | 18 avril 1981     | Kazakhstan  | Astana             |
| Valentin Iglinskiy   | 12 mai 1984       | Kazakhstan  | AG2R La Mondiale   |
| Arman Kamyshev       | 14 mars 1991      | Kazakhstan  | Astana             |
| Tanel Kangert        | 11 mars 1987      | Estonie     | Astana             |
| Fredrik Kessiakoff   | 17 mai 1980       | Suède       | Astana             |
| Mikel Landa          | 13 décembre 1989  | Espagne     | Euskaltel Euskadi  |
| Alexey Lutsenko      | 7 septembre 1992  | Kazakhstan  | Astana             |
| Dmitriy Muravyev     | 2 novembre 1979   | Kazakhstan  | Astana             |
| Vincenzo Nibali      | 14 novembre 1984  | Italie      | Astana             |
| Michele Scarponi     | 25 septembre 1979 | Italie      | Lampre-Merida      |
| Paolo Tiralongo      | 8 juillet 1977    | Italie      | Astana             |
| Ruslan Tleubayev     | 7 mars 1987       | Kazakhstan  | Astana             |
| Alessandro Vanotti   | 16 septembre 1980 | Italie      | Astana             |
| Lieuwe Westra        | 11 septembre 1982 | Pays-Bas    | Vacansoleil-DCM    |
| Andrey Zeits         | 14 décembre 1986  | Kazakhstan  | Astana             |
| Stagiaire            | Date de naissance | Nationalité | Équipe 2014        |
| Maxat Ayazbayev      | 27 janvier 1992   | Kazakhstan  | Astana Continental |
| Ilya Davidenok       | 19 avril 1992     | Kazakhstan  | Astana Continental |
| Bakhtiyar Kozhatayev | 28 mars 1992      | Kazakhstan  | Astana Continental |

Portraits
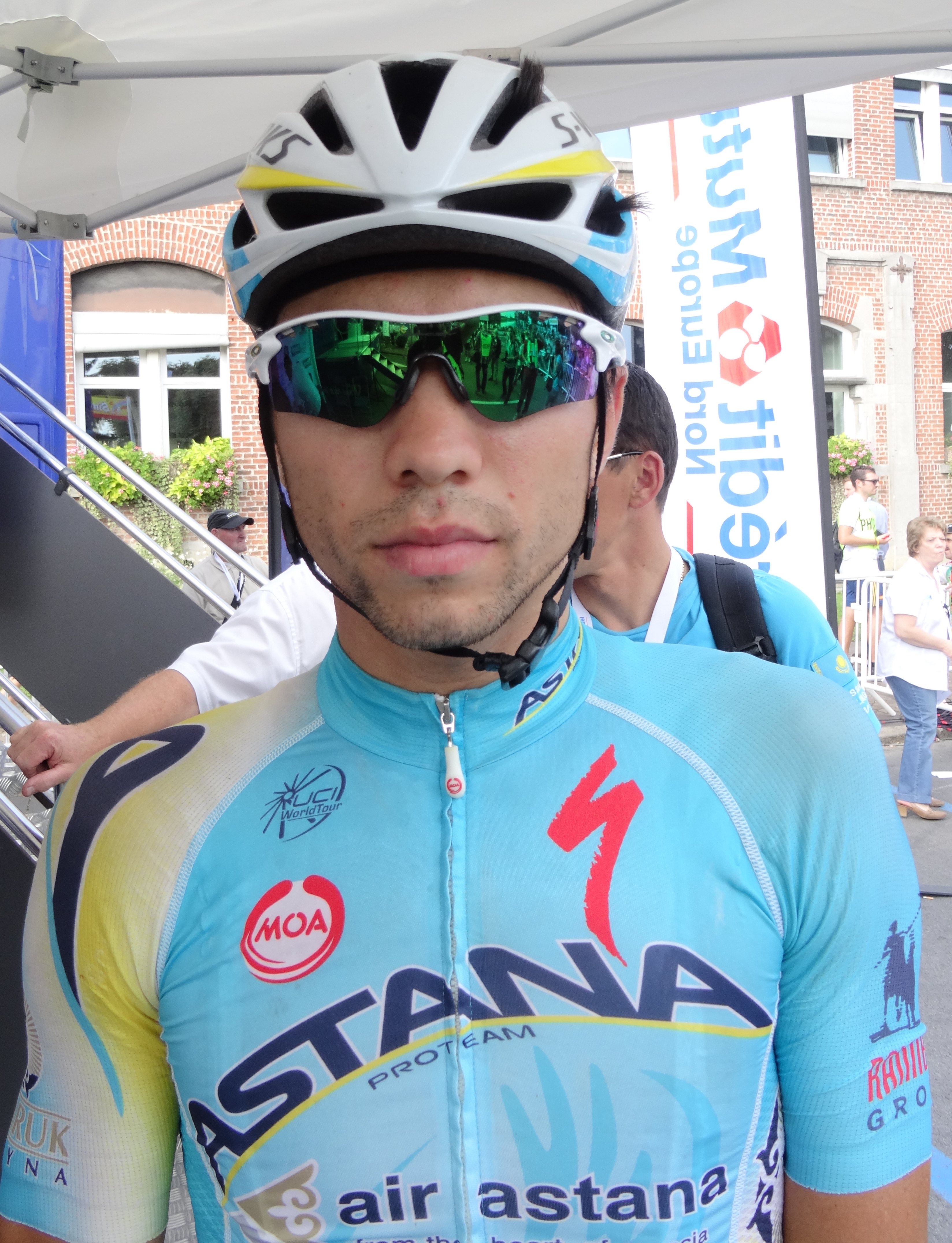
Arman Kamyshev.
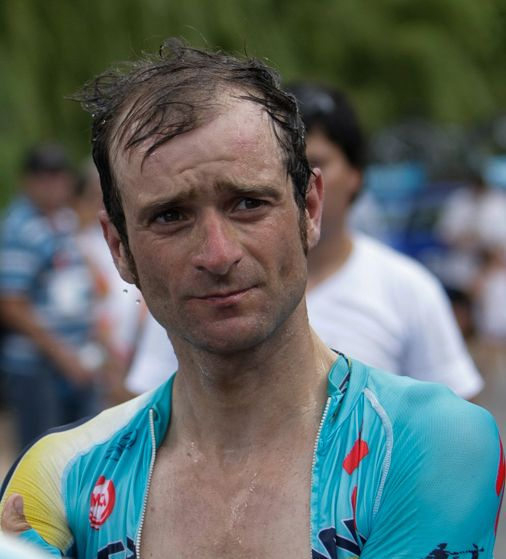
Michele Scarponi.

## Bilan de la saison

### Victoires
| Date       | Course                                        | Pays       | Classe | Vainqueur       |
| ---------- | --------------------------------------------- | ---------- | ------ | --------------- |
| 01/03/2014 | 3e étape du Tour de Langkawi                  | Malaisie   | 2.HC   | Andrea Guardini |
| 08/03/2014 | 10e étape du Tour de Langkawi                 | Malaisie   | 2.HC   | Andrea Guardini |
| 30/03/2014 | 7e étape du Tour de Catalogne                 | Espagne    | WT     | Lieuwe Westra   |
| 25/04/2014 | 4e étape du Tour du Trentin                   | Italie     | 2.HC   | Mikel Landa     |
| 25/05/2014 | 15e étape du Tour d'Italie                    | Italie     | WT     | Fabio Aru       |
| 14/06/2014 | 7e étape du Critérium du Dauphiné             | France     | WT     | Lieuwe Westra   |
| 24/06/2014 | Championnat du Kazakhstan du contre-la-montre | Kazakhstan | CN     | Daniil Fominykh |
| 28/06/2014 | Championnat d'Italie sur route                | Italie     | CN     | Vincenzo Nibali |
| 06/07/2014 | 2e étape du Tour de France                    | France     | WT     | Vincenzo Nibali |
| 14/07/2014 | 10e étape du Tour de France                   | France     | WT     | Vincenzo Nibali |
| 18/07/2014 | 13e étape du Tour de France                   | France     | WT     | Vincenzo Nibali |
| 24/07/2014 | 18e étape du Tour de France                   | France     | WT     | Vincenzo Nibali |
| 27/07/2014 | Classement général du Tour de France          | France     | WT     | Vincenzo Nibali |
| 07/08/2014 | 2e étape du Tour du Danemark                  | Danemark   | 2.HC   | Andrea Guardini |
| 09/08/2014 | 4e étape du Tour du Danemark                  | Danemark   | 2.HC   | Andrea Guardini |
| 09/08/2014 | 5e étape du Tour du Danemark                  | Danemark   | 2.HC   | Alexey Lutsenko |
| 11/08/2014 | 1re étape de l'Eneco Tour                     | Belgique   | WT     | Andrea Guardini |
| 03/09/2014 | 11e étape du Tour d'Espagne                   | Espagne    | WT     | Fabio Aru       |
| 11/09/2014 | 18e étape du Tour d'Espagne                   | Espagne    | WT     | Fabio Aru       |
| 05/10/2014 | Tour d'Almaty                                 | Kazakhstan | 1.1    | Alexey Lutsenko |
| 22/10/2014 | 3e étape du Tour de Hainan                    | Chine      | 2.HC   | Arman Kamyshev  |

### Résultats sur les courses majeures
Les tableaux suivants représentent les résultats de l'équipe dans les principales courses du calendrier international (les cinq classiques majeures et les trois grands tours). Pour chaque épreuve est indiqué le meilleur coureur de l'équipe, son classement ainsi que les accessits glanés par Astana sur les courses de trois semaines.

#### Classiques
| Classique            | Milan-San Remo        | Tour des Flandres | Paris-Roubaix     | Liège-Bastogne-Liège    | Tour de Lombardie |
| -------------------- | --------------------- | ----------------- | ----------------- | ----------------------- | ----------------- |
| Coureur (classement) | Vincenzo Nibali (44e) | Borut Božič (49e) | Borut Božič (40e) | Enrico Gasparotto (12e) | Fabio Aru (9e)    |

#### Grands tours
| Grand tour           | Tour d'Italie                  | Tour de France                                               | Tour d'Espagne                   |
| -------------------- | ------------------------------ | ------------------------------------------------------------ | -------------------------------- |
| Coureur (classement) | Fabio Aru (3e)                 | Vincenzo Nibali (1er)                                        | Fabio Aru (5e)                   |
| Accessits            | 1 victoire d'étape (Fabio Aru) | 4 victoires d'étapes et classement général (Vincenzo Nibali) | 2 victoires d'étapes (Fabio Aru) |

### Classement UCI
L'équipe Astana termine à la dixième place du World Tour avec 823 points. Ce total est obtenu par l'addition des points des cinq meilleurs coureurs de l'équipe au classement individuel que sont Vincenzo Nibali, 5e avec 392 points, Fabio Aru, 17e avec 248 points, Jakob Fuglsang, 55e avec 97 points, Andriy Grivko, 80e avec 60 points, et Enrico Gasparotto, 103e avec 26 points,. Le championnat du monde du contre-la-montre par équipes terminé à la 12e place ne rapporte aucun point à l'équipe.
| Rang | Coureur           | Points |
| ---- | ----------------- | ------ |
| 5    | Vincenzo Nibali   | 392    |
| 17   | Fabio Aru         | 248    |
| 55   | Jakob Fuglsang    | 97     |
| 80   | Andriy Grivko     | 60     |
| 103  | Enrico Gasparotto | 26     |
| 120  | Lieuwe Westra     | 16     |
| 123  | Borut Božič       | 15     |
| 137  | Michele Scarponi  | 10     |
| 152  | Alexey Lutsenko   | 8      |
| 153  | Jacopo Guarnieri  | 8      |
| 167  | Andrea Guardini   | 6      |
| 176  | Tanel Kangert     | 4      |
| 191  | Francesco Gavazzi | 3      |